# João Filipe, Duque de Saxe-Altemburgo
João Filipe (Torgau, 25 de Janeiro de 1597 – Altemburgo, 1 de Abril de 1639), foi um duque de Saxe-Altemburgo.
Foi o filho mais velho de Frederico Guilherme I, Duque de Saxe-Weimar e da sua segunda esposa, a princesa Ana Maria do Palatinado-Neuburgo.

## Infância
Quando o seu pai morreu em 1602, tanto Frederico como os seus irmãos mais novos (João Guilherme, Frederico e Frederico Guilherme) eram menores de idade. Por causa disso, o seu tio João (que se interessava mais por ciências da natureza e arte do que política) assumiu a sua guarda e dos seus irmãos, assim como a regência da sua herança; no entanto, pouco depois, acabou por assumir o governo de todo o ducado de Saxe-Weimar.
No ano seguinte (1603), os jovens príncipes de Saxe-Weimar exigiram receber a sua herança, mas o duque João opôs-se a essa decisão. No entanto, todas as partes chegaram a acordo que era necessário dividir as terras da famíliaː João Filipe e os seus irmãos ficaram com Altemburgo e algumas cidades próximas enquanto que João ficou com Weimar e Jena.
Uma vez que os irmãos ainda eram menores de idade, a regência dos ducados ficou a cargo de Cristiano II, Eleitor da Saxónia (1603–1611) e, mais tarde do irmão mais novo e sucessor, João Jorge I (1611–1618).

## Idade adulta
Em 1618, como era o irmão mais velho, João Filipe foi declarado oficialmente adulto e assumiu o governo de Saxe-Altemburgo, tornando-se também guardião dos seus irmãos. Os quatro irmãos governaram o ducado em conjunto, mas dois deles acabariam por morrer ainda novosː Frederico, que morreu em batalha em 1625, e João Guilherme, que morreu em Brieg em 1632.
João Filipe e o seu único irmão sobrevivente, Frederico Guilherme II, continuaram a governar em conjunto, no entanto, quem governou realmente foi João Filipe, que assumiu o controlo total e supremo do governo até à sua morte.
Em 1613, João Filipe foi nomeado reitor da Universidade de Leipzig e era também um membro activo da Sociedade Frutífera.
Em 1638, recebeu as cidades de Coburgo, Bad Rodach, Römhild, Hildburghausen e Neustadt, graças a um acordo com o ramo de Saxe-Weimar realizado após a morte do duque João Ernesto de Saxe-Eisenach, que não deixou descentes.
Antes de morrer, João Filipe escreveu um testamento no qual nomeou a sua filha como herdeira única do ramo de Saxe-Altemburgo, caso a linha masculina da família fosse extinta. Este testamento acabaria por levar a uma disputa entre os ramos de Saxe-Gota e Saxe-Weimar.
João Filipe foi sucedido pelo seu irmão mais novo, Frederico Guilherme II.

## Casamento e descendência
Em Altemburgo, a 25 de Outubro de 1618, João Filipe casou-se com a princesa Isabel de Brunswick-Wolfenbüttel (cunhada-viúva dos seus antigos regentes, os príncipes-eleitores da Saxónia Cristiano II e João Jorge I). Tiveram apenas uma filha:
1. Isabel Sofia (10 de Outubro de 1619 - 20 de Dezembro de 1680), casada com Ernesto I, Duque de Saxe-Gota.

## Genealogia
| João Filipe, Duque de Saxe-Altemburgo | Pai: Frederico Guilherme I, Duque de Saxe-Weimar | Avô paterno: João Guilherme, Duque de Saxe-Weimar    | Bisavô paterno: João Frederico I da Saxônia             |
| João Filipe, Duque de Saxe-Altemburgo | Pai: Frederico Guilherme I, Duque de Saxe-Weimar | Avô paterno: João Guilherme, Duque de Saxe-Weimar    | Bisavó paterna: Síbila de Cleves                        |
| João Filipe, Duque de Saxe-Altemburgo | Pai: Frederico Guilherme I, Duque de Saxe-Weimar | Avó paterna: Doroteia Susana do Palatinado-Simmern   | Bisavô paterno: Frederico III, Eleitor Palatino         |
| João Filipe, Duque de Saxe-Altemburgo | Pai: Frederico Guilherme I, Duque de Saxe-Weimar | Avó paterna: Doroteia Susana do Palatinado-Simmern   | Bisavó paterna: Maria de Brandenburg-Kulmbach           |
| João Filipe, Duque de Saxe-Altemburgo | Mãe: Ana Maria do Palatinado-Neuburgo            | Avô materno: Filipe Luís, Duque Palatino de Neuburgo | Bisavô materno: Wolfgang, Conde Palatino de Zweibrücken |
| João Filipe, Duque de Saxe-Altemburgo | Mãe: Ana Maria do Palatinado-Neuburgo            | Avô materno: Filipe Luís, Duque Palatino de Neuburgo | Bisavó materna: Ana de Hesse                            |
| João Filipe, Duque de Saxe-Altemburgo | Mãe: Ana Maria do Palatinado-Neuburgo            | Avó materna: Ana de Cleves                           | Bisavô materno: Guilherme, Duque de Jülich-Cleves-Berg  |
| João Filipe, Duque de Saxe-Altemburgo | Mãe: Ana Maria do Palatinado-Neuburgo            | Avó materna: Ana de Cleves                           | Bisavó materna: Maria da Áustria                        |